# Бембо, Джованни
Джованни Бембо (итал. Giovanni Bembo; 21 августа 1543 — 16 марта 1618, Венеция, Венецианская республика) — 92-й дож Венеции (с 1615 года до смерти).

## Биография

### Ранняя жизнь
Джованни был вторым сыном Агостино Бембо и Кьяры дель Бассо и принадлежал к одному из самых влиятельных родов венецианской знати. Экономическое положение Бембо к тому времени было в упадке, но благодаря браку с Кьярой Агостино смог возродить могущество семьи за счёт связей жены с бергамским родом Бонадио.
Первоначально Джованни избрал для себя военную карьеру и за 12 лет службы на флоте участвовал в битве при Лепанто и нескольких более мелких сражениях, отличался смелостью, несмотря на неоднократные ранения. После ухода со службы он занялся адвокатской деятельностью и ради карьеры даже отказался от женитьбы.

### Дож
После смерти Маркантонио Меммо начались бурные споры о том, кто должен занять место дожа. «Старые дома» — более древняя знать — отказывалась идти на компромисс с «новой знатью». После серии скандалов только угроза распустить конклав заставила 41 члена коллегии выборщиков согласиться с кандидатурой Бембо, выдвиженца «старых домов».
В 1615 году, после очередного налёта ускокских пиратов и конфликта с герцогом Австрии было принято решение начать войну против них (так называемую Ускокскую войну). Был собран флот, который уничтожил пиратов. Репрессии против них были настолько сильны, что ускоки исчезли со страниц истории, и немногим выжившим по итогам Мадридского мира пришлось искать убежища в Австрии.
В 1618 году дож организовал разгром испанского заговора Бедмара.
Уже к этому времени состояние здоровья дожа стремительно ухудшалось. 16 марта 1618 года Бембо умер, на фоне слухов о предстоящем государственном перевороте.